# Parascyllium elongatum
Parascyllium elongatum — вид рода воротниковых акул одноимённого семейства отряда воббегонгообразных. Обитает в восточной части Индийского океана на глубине до 50 м. Максимальный зарегистрированный размер 42,1 см. Размножается яйцеживорождением. Не является объектом коммерческого промысла.

## Таксономия
Впервые вид научно описан в 2007 году. Голотип представляет собой самку длиной 42,1 см, обнаруженную в желудке суповой акулы, пойманной у острова Чатем в 1990 году (35°02' ю.ш. 116°28' в.д.) на глубине 50 м. Это единственная в настоящее время особь данного вида. Видовой эпитет происходит от слова лат. elongatus — «удлинённый». Ранее считалось, что к роду воротниковых акул относятся 4 вида. Однако была обнаружена особь, морфологически отличающаяся от этих видов очень короткой головой, отсутствием тёмного «ожерелья» в жаберной зоне и вертикальных полос, образованных белыми пятнышками, покрывающими туловище.

## Ареал
Parascyllium elongatum обитают в юго-восточной части Индийского океана у западного побережья Австралии.

## Описание
У Parascyllium elongatum очень тонкое удлинённое тело, высота туловища не превышает 18,5 % от длины тела, короткая голова, длина которой составляет менее 13 % длины тела. Глаза маленькие, их длина менее 8 % длины тела. Грудные плавники маленькие, длина переднего края равна 8 % длины тела. Спинные плавники маленькие, низкие, с узко закруглёнными вершинами. Окраска сероватого цвета, тело покрывают тёмные полосы, разделённые расположенными по диагонали вертикальными рядами белых пятнышек. «Ожерелье» в жаберной области отсутствует.

## Биология
Parascyllium elongatum размножаются яйцеживорождением.

## Взаимодействие с человеком
Эти акулы не являются объектом коммерческого промысла. Данных для оценки Международным союзом охраны природы статуса сохранности вида недостаточно.